# 穆拉莫尔内角
穆拉莫尔内角（俄语：Мыс Мраморный）是萨哈林岛南部的海角，主要由白色的大理石构成，因名。附近有泥泞的沙滩和苔藓。向东南7公里是帕夫洛维奇角，向南6公里是斯柳達角，向南15公里是阿尼瓦角。